# Atitjere

SS
Atitjere – miasto w Australii, w Terytorium Północnym.